# Fortaleza de Gremi
Gremi (en georgiano: გრემი) - monumento arquitectónico del siglo XVI -  es una ciudadela real, en la región georgiana de  Kajetia, y la Iglesia de los Arcángeles. La fortaleza con la Iglesia de los Arcángeles es todo lo que queda de la ciudad, una vez próspera, de Gremi. Está ubicado al suroeste de la aldea actual del mismo nombre en el distrito de Kvareli , a 175 kilómetros al este de Tiflis , capital de Georgia.

## Historia
Gremi fue la capital del Reino de Kajetia en los siglos XVI y XVII. Fundada por Levan de Kajeti , funcionó como una ciudad comercial animada en la Ruta de la Seda y residencia real hasta que fue arrasada por los ejércitos del Shah Abbas I de Persia en 1615. La ciudad nunca recuperó su prosperidad pasada y los reyes de Kajeti transfirieron su capital a Telavi a mediados del siglo XVII. 
Un gran número de armenios vivían en la ciudad. En los años 30 del siglo XVII, Fedor Volkonsky visitó la ciudad con una embajada , quien notó que la ciudad tiene una iglesia armenia, un patio armenio con un muro de piedra, detrás del cual había otra iglesia. Además, cerca de la corte real, había hasta 10 iglesias armenias
La ciudad ocupaba, supuestamente, un área de 40 hectáreas y constaba de tres partes principales: la Iglesia de los Arcángeles, la residencia real y la zona comercial. Una sistemática investigación arqueológica  en esta área fue llevada a cabo por Mamulashvili A. y P. Zakaraia en 1939-1949 y 1963-1967, respectivamente .
En 2007 los restos de Gremi se han propuesto para su inclusión en la lista de Patrimonio de la Humanidad por la UNESCO.

## Arquitectura
El complejo de la Iglesia de los Arcángeles se encuentra en una colina y está formado por la Iglesia de los Arcángeles Miguel y Gabriel , un campanario , un palacio de tres pisos y una bodega. El complejo está rodeado por una muralla con torrecillas y troneras. Conserva restos de un pasaje subterráneo secreto que conduce al río.
La Iglesia de los Arcángeles fue construida por orden del rey Levan de Kajeti en 1565 y pintada en 1577. Es un templo de piedra con cúpula cruzada. La mampostería georgiana tradicional incluye una interpretación local de los gustos arquitectónicos iraníes. El edificio tiene tres entradas: la principal oeste y dos laterales, norte y sur. La cúpula del templo se sostiene en las esquinas del ábside del altar y en dos pilares de apoyo . El tambor de la cúpula tiene un cinturón de arcada ciega y ocho ventanas estrechas. La fachada se divide en tres secciones arqueadas
En el campanario de la iglesia hay una exposición en la que se exhiben restos arqueológicos y un cañón del siglo XVI. Las paredes están decoradas con una serie de retratos de los reyes de Kajeti por el pincel de un artista georgiano moderno Levan Chogoshvili (1985).

## Galería

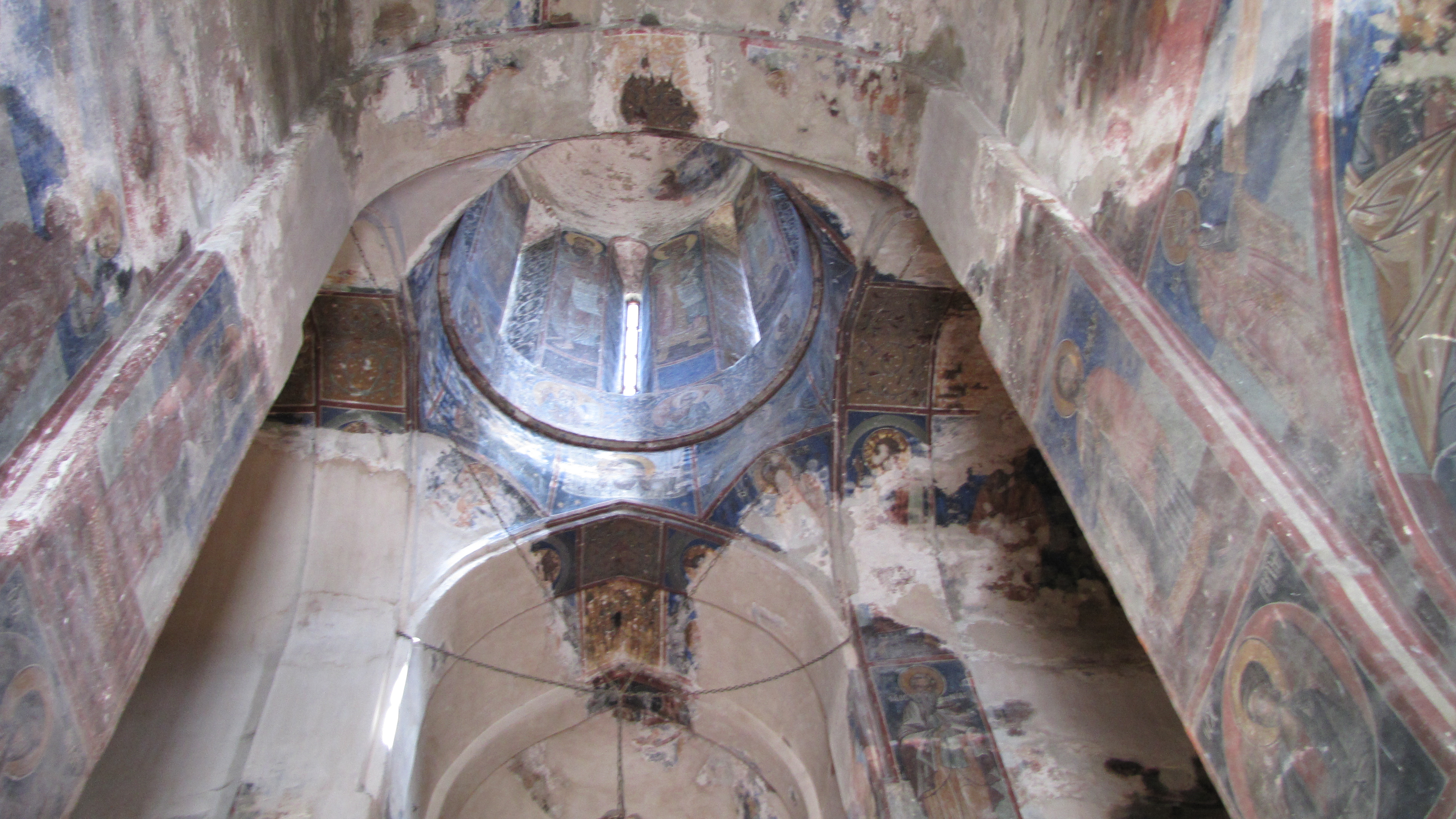
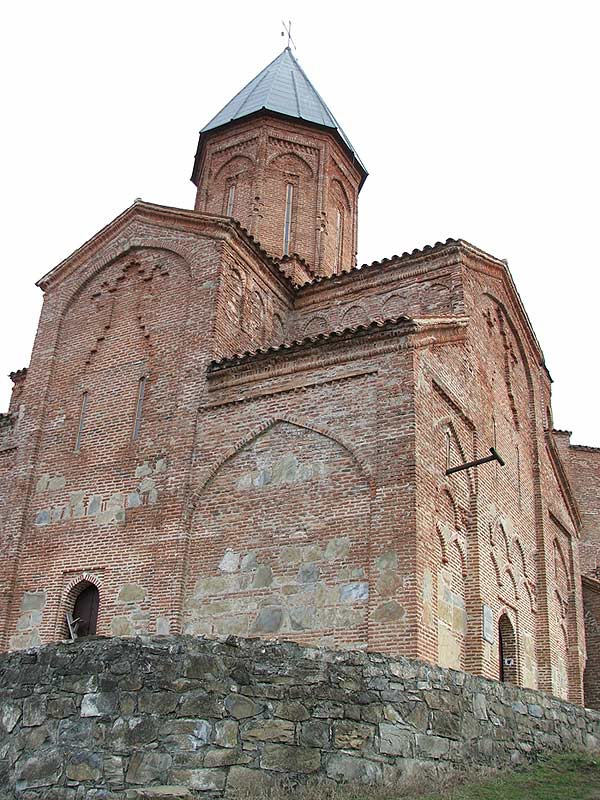
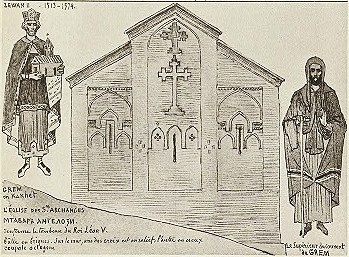
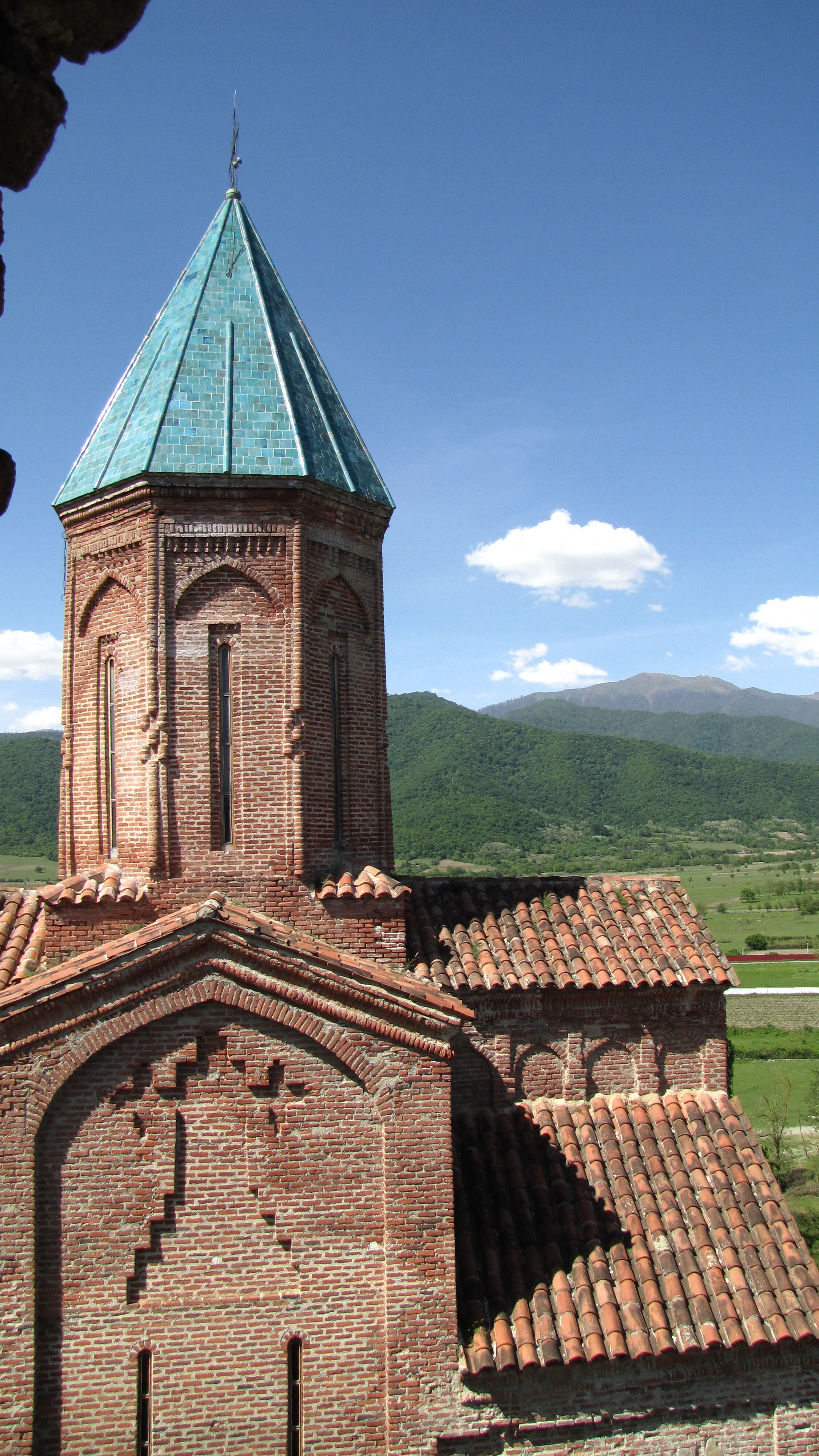